# 真愛有夠殺
是一部2015年美國動作喜劇愛情片，為Paco Cabezas執導，麥克斯·蘭迪斯編劇。由山姆·洛克威爾及安娜·坎卓克主演

## 劇情
剛失戀的Martha很快就碰到真命天子Francis。但是Francis是個曾有精神傷害的職業殺手，邊忙著與Martha陷入熱戀，邊被FBI和黑道追殺。Martha的愛情面臨極大考驗，她將如何一同與Francis突破難關呢？

## 角色
- 山姆·洛克威爾 as Mr. Right/Francis
- 安娜·坎卓克 as Martha
- 提姆·羅斯 as Hopper
- RZA as Shotgun Steve
- James Ransone as Von Cartigan
- Anson Mount as Richard Cartigan
- Michael Eklund as Johnny Moon
- Katie Nehra as Sophie
- Alec Rayme as Sniper

## 外部連結
- 互联网电影数据库（IMDb）上《真愛有夠殺》的资料（英文）
- Box Office Mojo上《真愛有夠殺》的資料（英文）
- 開眼電影網上《真愛有夠殺》的資料（繁體中文）
- Yahoo奇摩電影上《真愛有夠殺》的資料（繁體中文）